# 東橘町 (名古屋市)
東橘町（ひがしたちばなちょう）は、愛知県名古屋市中区の地名。

## 歴史

### 沿革
- 1871年（明治4年）9月29日 - 愛知郡橘町内栄国寺町・内裏町・古町の各一部により、東橘町として成立[1][2]。
- 1878年（明治11年）12月20日 - 名古屋区成立に伴い、同区東橘町となる[3]。
- 1889年（明治22年）10月1日 - 名古屋市成立に伴い、同市東橘町となる[3]。
- 1908年（明治41年）4月1日 - 中区成立に伴い、同区東橘町となる[1]。
- 1941年（昭和16年）10月 - 1丁目および2丁目を編成[1]。
- 1974年（昭和49年）5月11日 - 住居表示実施に伴い、1丁目が上前津一丁目・橘一丁目・門前町、2丁目が橘一丁目および同二丁目にそれぞれ編入され消滅[1]。

## 人物
- 青井禎子

1889年（明治22年）東橘町に生まれる。砂糖小売業「京万屋」の次女。

### WEB
1. ↑  総務省総合通信基盤局電気通信事業部電気通信技術システム課番号企画室 (2014年4月3日). “市外局番の一覧” (PDF).   総務省. p. 7. 2015年5月23日閲覧。
2. ↑  “管轄区域”.   愛知県自動車会議所. 2021年9月23日閲覧。

### 書籍
1. 1 2 3 4 5 6  福岡清彦 1976, p. 24.
2. ↑  「角川日本地名大辞典」編纂委員会 1989, p. 1115.
3. 1 2  名古屋市計画局 1992, p. 790.
4. 1 2  中日出版本社 1994, p. 532.